# Кошаринцы (Барский район)
Кошаринцы (укр. Кошаринці) — село на Украине, находится в Барском районе Винницкой области.
Код КОАТУУ — 0520284409. Население по переписи 2001 года составляет 710 человек. Почтовый индекс — 23052. Телефонный код — 4341.
Занимает площадь 22,87 км².
В селе действует Свято-Троицкий храм Барского благочиния Винницкой и Барской епархии Украинской православной церкви.

## Адрес местного совета
23051, Винницкая область, Барский р-н, с.Поповцы